# Bohumil Sucharda (politik KSČ)
Bohumil Sucharda (20. dubna 1914 Tuhaň u Semil – únor 2009) byl český a československý ekonom a politik KSČ, v 60. letech a v době pražského jara ministr financí Československé socialistické republiky.

## Biografie
Vystudoval Vysokou školu obchodní v Praze. Od roku 1937 pracoval v oboru financí v tuzemsku i v zahraničních institucích. Byl vrchním ředitelem Moravské banky v Brně, v letech 1948–1950 výkonným ředitelem Mezinárodního měnového fondu v USA, vedoucím skupiny a v letech 1953–1962 prvním náměstkem československého ministra financí. V období let 1962–1965 zastával post náměstka ministra – předsedy Ústřední komise lidové kontroly a statistiky. Zastával i stranické funkce. XII. sjezd KSČ a XIII. sjezd KSČ ho zvolil členem Ústřední kontrolní a revizní komise KSČ.
V listopadu 1965 získal vládní post jako ministr-předseda Státní komise pro finance a mzdy v československé vládě Jozefa Lenárta. V ní pak v lednu 1967 zaujal pozici ministra financí. Portfolio si udržel i v první vládě Oldřicha Černíka a druhé vládě Oldřicha Černíka až do září 1969. Po nástupu normalizace byl vytlačen z politického života. Na členství v Ústřední kontrolní a revizní komisi KSČ rezignoval v lednu 1970. V roce 1970 byl zbaven všech funkcí, v letech 1970–1971 přednášel na Vysoké škole ekonomické v Praze a pak v období let 1971–1979 byl ekonomickým pracovníkem Státní banky Československé. Do veřejného života se zapojil ještě po sametové revoluci. Po roce 1990 působil coby konzultant Hospodářské rady federální vlády. Specializoval se na prognostiku financí a měny a na mezinárodní měnové vztahy.